# Bedřich z Windisch-Grätze
Bedřich z Windisch-Grätze (německy Friedrich von Windisch-Grätz, † 10. května 1649) byl rakouský šlechtic z pankrácovské linie rodu Windischgrätzů.

## Život
Narodil se jako syn svobodného pána Pankráce a jeho třetí manželky, hraběnky Hypolity, rozené Šlikové. Oba rodiče byli horlivými stoupenci luteránství a rodina téměř nepřetržitě žila na svém panství Trautmannsdorf an der Leitha v Rakousku.
Dne 23. dubna Bedřich prodal panství Waldstein ve Štýrsku knížeti a krumlovskému vévodovi Janu Oldřichovi z Eggenbergu a brzy nato prodal také panství Rabenstein v téže korunní zemi, Alžbětě ze Schärffenbergu.

### Manželství a skon
Bedřich byl ženatý s Alžbětou z Auerspergu, která však zemřela 17. února 1649 a Bedřich zemřel, krátce nato, 10. května téhož roku, bez potomků
Jak je patrné z výpisu inventáře, byl Bedřich z Windisch-Grätze velmi zámožný. Kromě panství Trautmannsdorf, několika panství, usedlostí a domů po sobě zanechal na tehdejší dobu neobvykle velké množství nábytku v hodnotě asi 290 000 zlatých v hotovosti a kapitálu, velké množství cenností a klenotů, pozlacené stříbro o váze 312 marek, kočáry, obrovské zásoby vína a obilí, koně, dobytek atd.